# Onterie Center
L’Onterie Center è un grattacielo di sessanta piani nel centro di Chicago, Illinois.

## Caratteristiche
Progettato da Skidmore, Owings & Merrill, la costruzione fu completata nel 1986. L'edificio è costituito da due torri: una torre principale di 60 piani e una torre ausiliaria di 11 piani. Alta 174 metri, la Main Tower si afferma tra i 50 edifici più alti di Chicago.
La struttura di rinforzo diagonale è dedicata al rispettato ingegnere strutturale e designer Fazlur Khan e funge da cenno architettonico al John Hancock Center di Khan. Le formazioni ad X all'esterno sono pannelli di tamponamento in cemento che agiscono insieme per formare un tubo di tralicci. Un edificio strutturato simile, 780 Third Avenue a New York City, è stato completato nel 1983. Onterie Center è il primo grattacielo di cemento al mondo ad utilizzare le pareti diagonali lungo il perimetro dell'edificio. Questo tipo di progettazione utilizza un numero inferiore di colonne e consente un layout di unità distinto. Nel 1986 questo edificio ha vinto il premio per la migliore struttura dalla Structural Engineers Association of Illinois.
Al suo interno si trovano 594 appartamenti che compongono i 13.000 metri quadrati dell'edificio nei quali sono inclusi anche una piscina esterna e un parcheggio sotterraneo.